# Off-White
Off-White (стилізований як Off-White™ або OFF-WHITE c/o VIRGIL ABLOH™) — італійський бренд стрітвір-одягу преміум-класу. Компанія переважно спеціалізується на створенні вуличного одягу із сезонною періодичністю.
Бренд був заснований американським дизайнером Вірджилом Абло в Мілані (Італія) у 2012 році. На цей час у світі відкрито 24 монобрендових магазини. Крім того, одяг продається у таких універмагах як Barneys, Selfridges, Harrods, Le Bon Marché.

## Історія
Бренд заснував діджей, креативний директор і бізнесмен Вірджіл Абло в Мілані у 2012 році. Спочатку Абло назвав свою компанію «PYREX VISION» і намагався робити саморобні колаборації з такими брендами як Champion і Ralph Lauren, але зіткнувся з негативною реакцією громадськості — він наносив на класичне поло свої принти і продавав його за 550 $ замість 69 $. У відповідь на це у 2013 році Абло створює бренд під назвою Off-White і продовжує так само додавати геометричні принти вже на власний одяг.
У 2014 році Off-White потрапляє у фінал престижної премії для молодих дизайнерів LVHM.
У кінці 2017 року Off-White потрапляє в трійку найпопулярніших брендів одягу у світі за версією рейтингу Business of Fashion.
У 2019 році власник онлайн-рітейлера Farfetch купує New Guards Group, яка володіє брендом Off-White за 625 млн доларів. З Farfetch був пов'язаний і один зі скандалів в історії бренду — під час пандемії COVID-19 на даному сайті були представлені дизайнерські захисні маски Off-White за ціною від 500 до 1000 доларів, у той час, як на менш популярних сайтах ці ж маски коштували 70 доларів. Після негативних коментарів від користувачів і уваги ЗМІ маски зняли з продажу.
У травні 2020 року міжнародна платформа з пошуку модних товарів Lyst опублікувала рейтинг найпопулярніших модних брендів за перший квартал 2020 року. За основу були взяті покупки понад 9 млн покупців у 12 тисячах онлайн-магазинах по всьому світу, які були здійснені протягом місяця. Перше місце у рейтингу дісталося бренду Off-White, чиїй популярності на початку року посприяли колаборації з Evian і випуск чергової моделі кросівок спільно з Nike.
Одяг бренду носять такі знаменитості як Ріанна, Бейонсе, Jay-Z, Каньє Уест, Дрейк, Джастін Бібер, A$AP Rocky, Тревіс Скотт, Кайлі Дженнер, Джіджі, Белла Хадід.
У липні 2021 року LVMH Moët Hennessy Louis Vuitton оголосила, що придбає 60% акцій Off-White, а засновник Верджил Абло, на той час креативний директор чоловічого одягу Louis Vuitton, збереже решту 40 %. Після смерті Абло 30 квітня 2022 року Іб Камара був призначений директором з мистецтва та іміджу Off-White.